# اندیس جهان‌آباد ۴
جهان آباد۴ یک اندیس غیرفلزی است که در حوالی شهر جاجرم استان سمنان قرار دارد و مادهٔ معدنی موجود در آن، سیلیس است.سنگ میزبان این اندیس آهک است  